# Мональди, Карло
Карло Мональди (итал. Carlo Monaldi; ок. 1683, Рим — 1760, Рим) — итальянский скульптор эпохи барокко. Работал в Риме.

## Биография
Точной информации о ранних годах и обучении будущего скульптора не обнаружено, но выдвинута гипотеза, что он был учеником римской скульптурной школы Камилло Рускони. Мональди сделал себе имя как скульптор в Риме в очень молодом возрасте, создав в 1698 году статую «Смирения» в церкви Санта-Мария-Маддалена в Риме.
В двадцать лет с небольшим он принимал участие в конкурсах скульптуры, проводимых Академией Святого Луки, и получал премии (в 1705, 1707, 1709 годах). В 1710 году он участвовал без награды, а в 1711 году получил 1-ю премию первой степени. Сюжеты, заданные участникам, были взяты из истории Древнего Рима, а также предлагалось копирование произведений античного искусства, хранящиеся в римских коллекциях. В 1730 году он стал членом Академии.

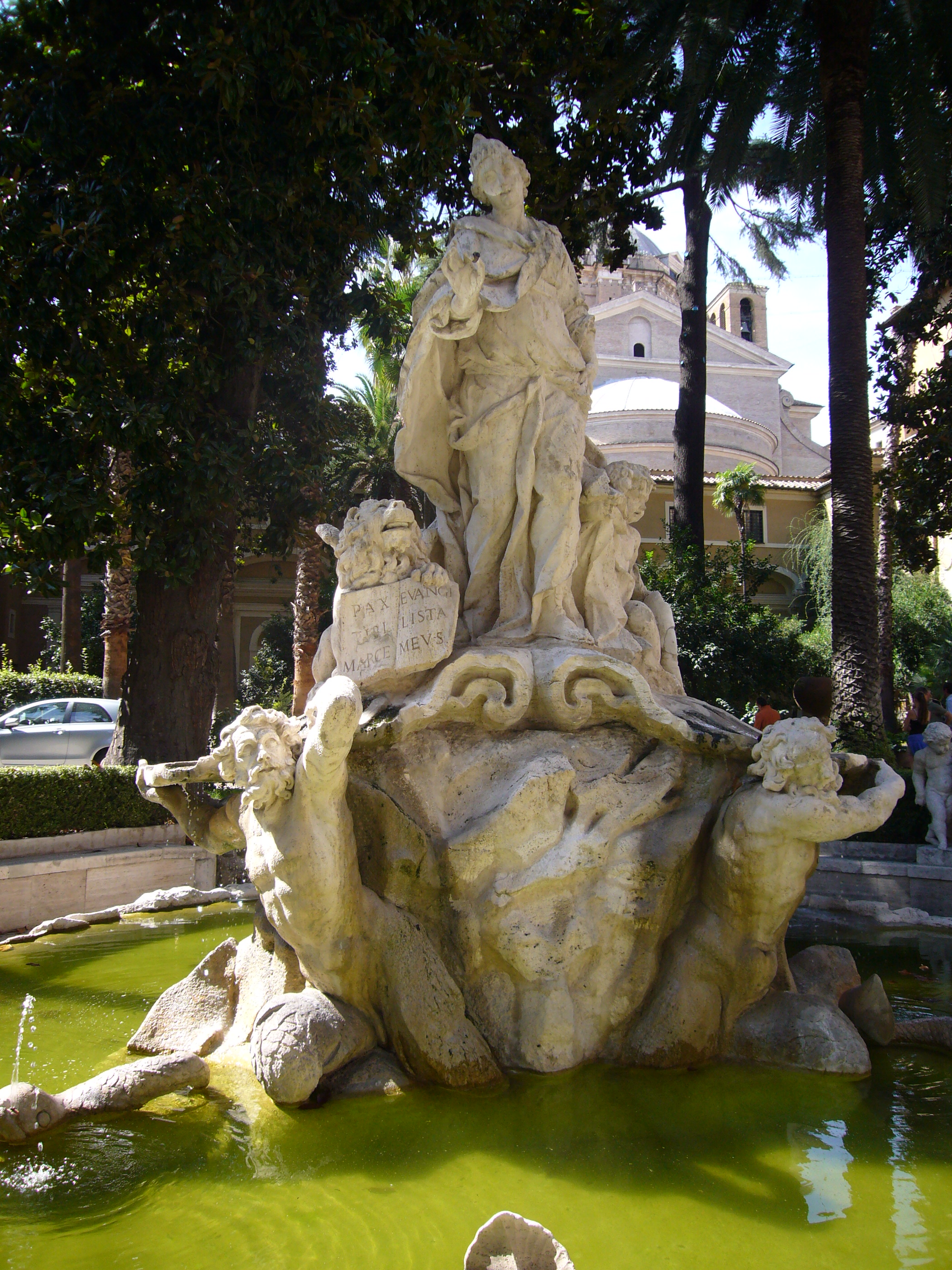
Фонтан «Бракосочетание Венеции с морем». 1729—1730. Палаццо Венеция, Рим

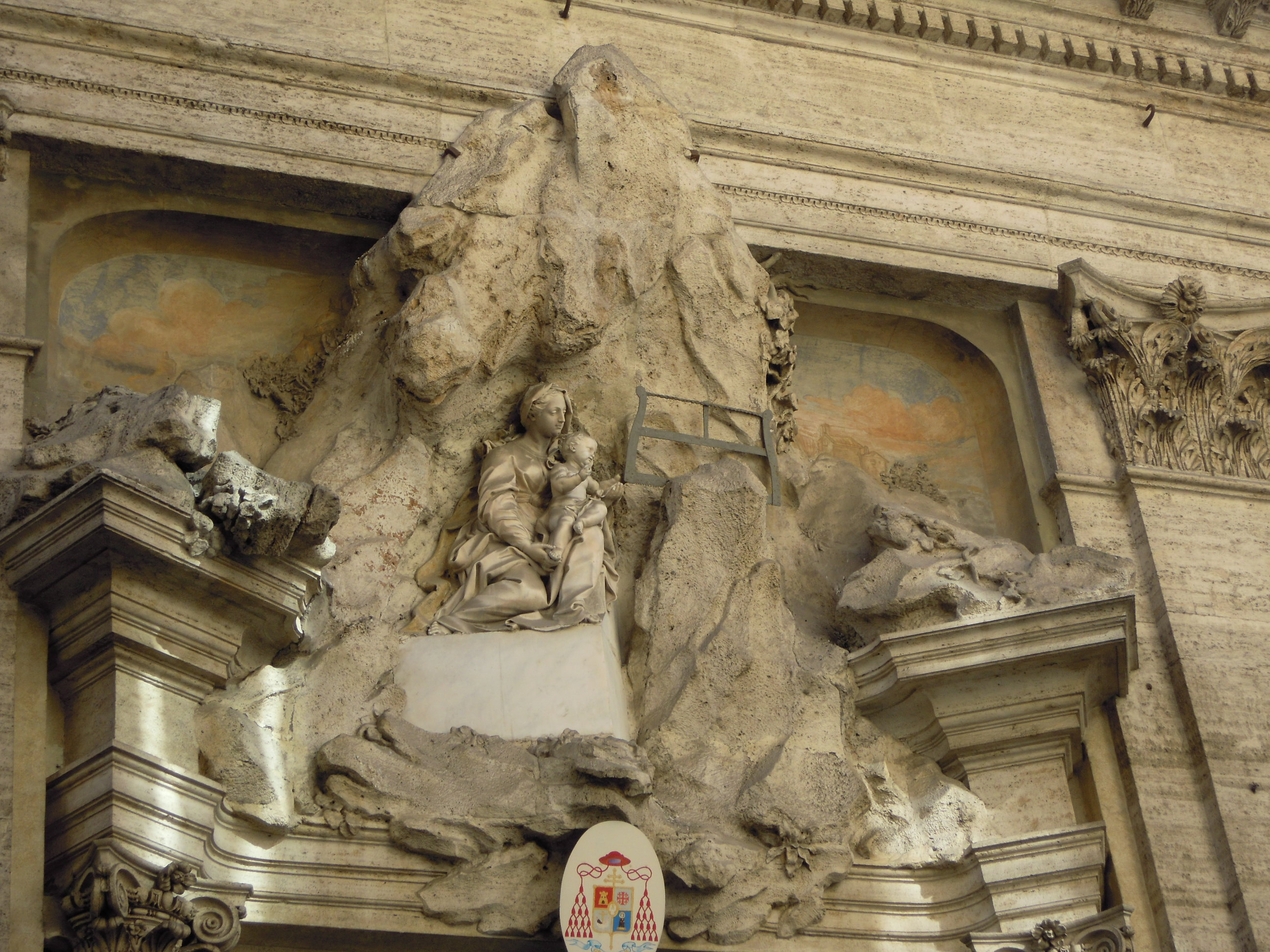
Мадонна с Младенцем. Фрагмент фасада прохода в скале монастыря Монсеррат, Испания. 1731

В 1720 году Карло Мональди получил заказ на создание скульптуры святого Франциска Ассизского, которая ныне находится на трибуне кафедры в базилике Сан-Пьетро в Ватикане. Став членом Папской академии виртуозов в Пантеоне, он создал лепной рельеф «Отдых в Египте» для капеллы Святого Иосифа в римском Пантеоне.
Между 1729 и 1730 годами Мональди создал скульптуры фонтана «Бракосочетание Венеции с морем» во дворе Палаццо Венеция. Затем он участвовал в украшении капеллы Корсини в базилике Сан-Джованни-ин-Латерано, посвящённой святому Андреа Корсини, которую Папа Климент XII (урождённый Лоренцо Корсини) хотел сделать своим надгробным памятником. В 1734 году Мональди создал две аллегорические статуи по сторонам памятника папы Климента: «Изобилие» и «Великолепие».
Отношения Карло Мональди с португальским посольством в Риме принесли ему множество заказов, среди которых был заказ на пятьдесят восемь статуй для базилики Богоматери и Святого Антония из Мафры (la Basilica di Nostra Signora e di Sant’Antonio di Mafra) в Португалии, которые посол заказал римским скульпторам. По этому заказу Мональди изваял барельеф «Мадонна с Младенцем» и «Святой Антоний» для портала базилики и статуи святых Доминика, Франциска, Себастьяна, Винсента, Терезы Авильской и Филиппа Нери для фасада и святого Илии для интерьера.
По случаю расширения порта Анконы (работы проводились между 1733 и 1738 годами) под руководством архитектора Луиджи Ванвителли, Мональди создал в храме лепной барельеф, изображающий Деву Марию, Младенца Иисуса и Святого Роха.
После этого он выполнял множество рельефов для римских церквей. В 1750—1751 годах в сотрудничестве с архитектором Джероламо Теодоли он создал надгробный памятник кардиналу Просперо Марефоски в римской церкви Сан-Сальваторе-ин-Лауро.
В 1754 году Карло Мональди был выбран Академией Святого Луки вместе с Филиппо делла Валле, Пьетро Браччи и Франческо Вергара в качестве преподавателя «Академии рисунка обнажённого тела» в Кампидольо (Accademia del nudo in Campidoglio), созданной в том же году папой Бенедиктом XIV.
Точная дата смерти Мональди неизвестна, она должна была произойти в 1760 году, о чём свидетельствует Книга Конгрегации Папской академии виртуозов в Пантеоне, сообщающая о торжественной мессе по умершему скульптору 12 сентября 1760 года.

## Статуи базилики Богоматери и Святого Антония из Мафры. Португалия

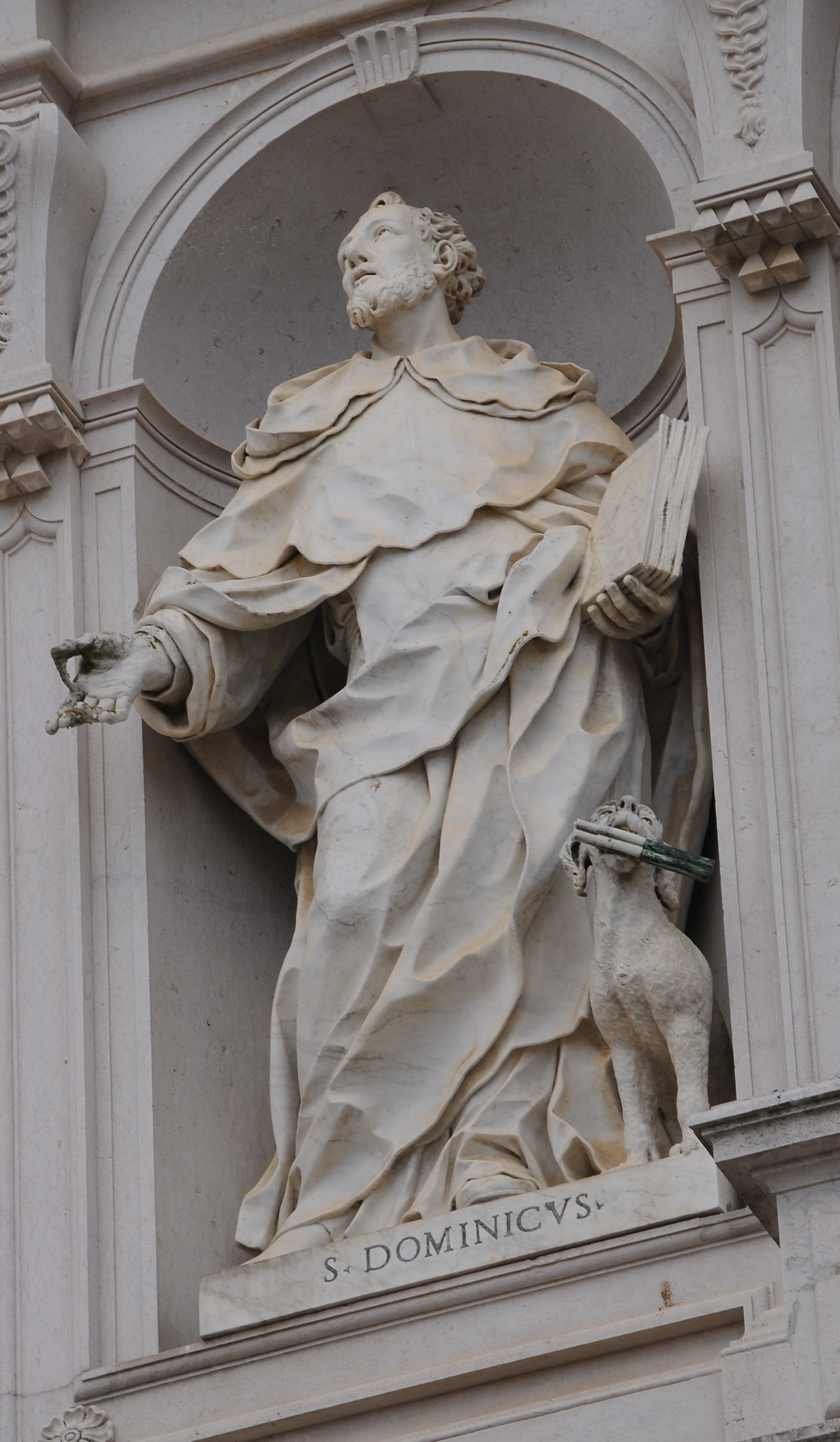
Святой Доминик
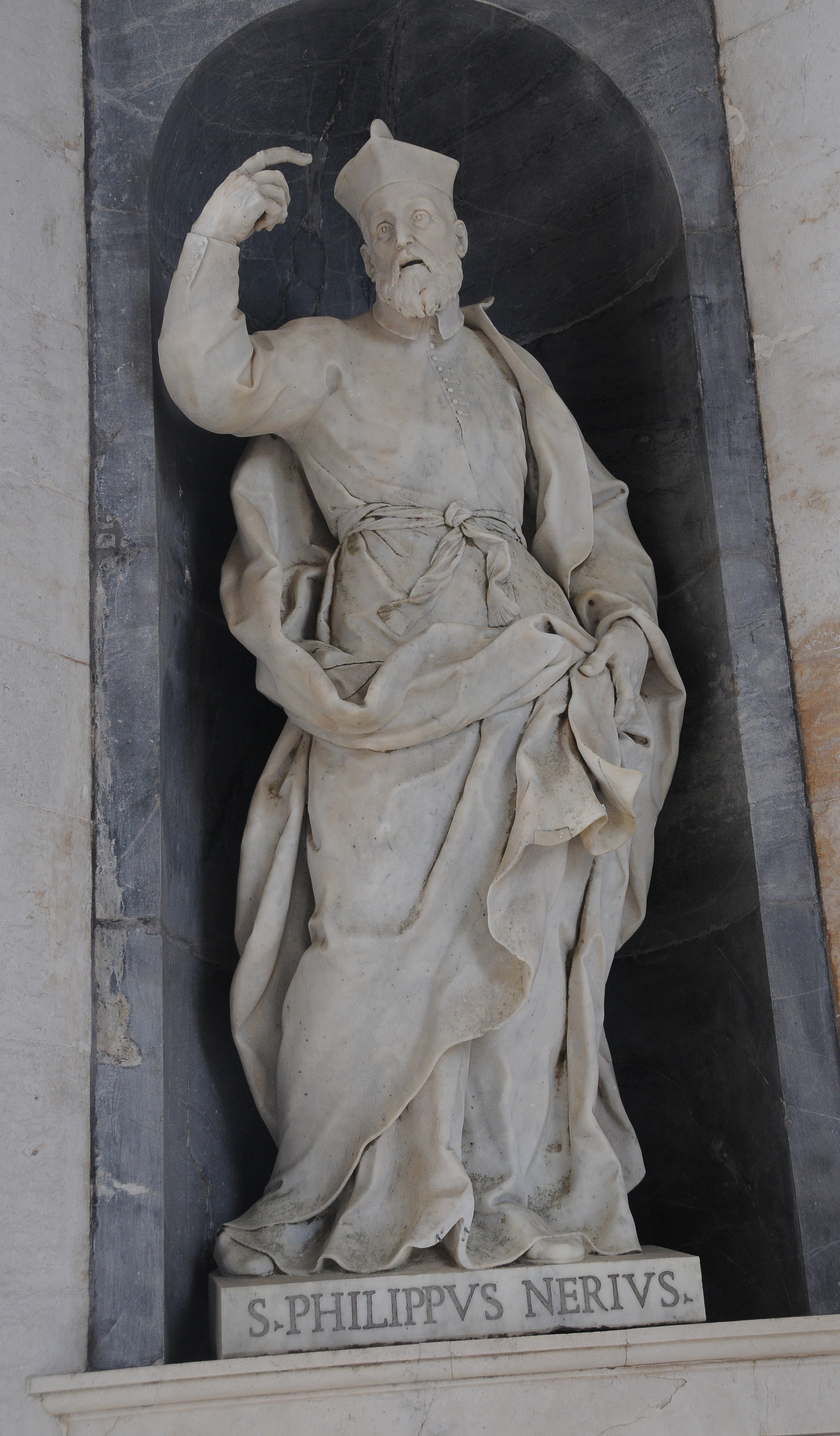
Святой Филиппо Нери
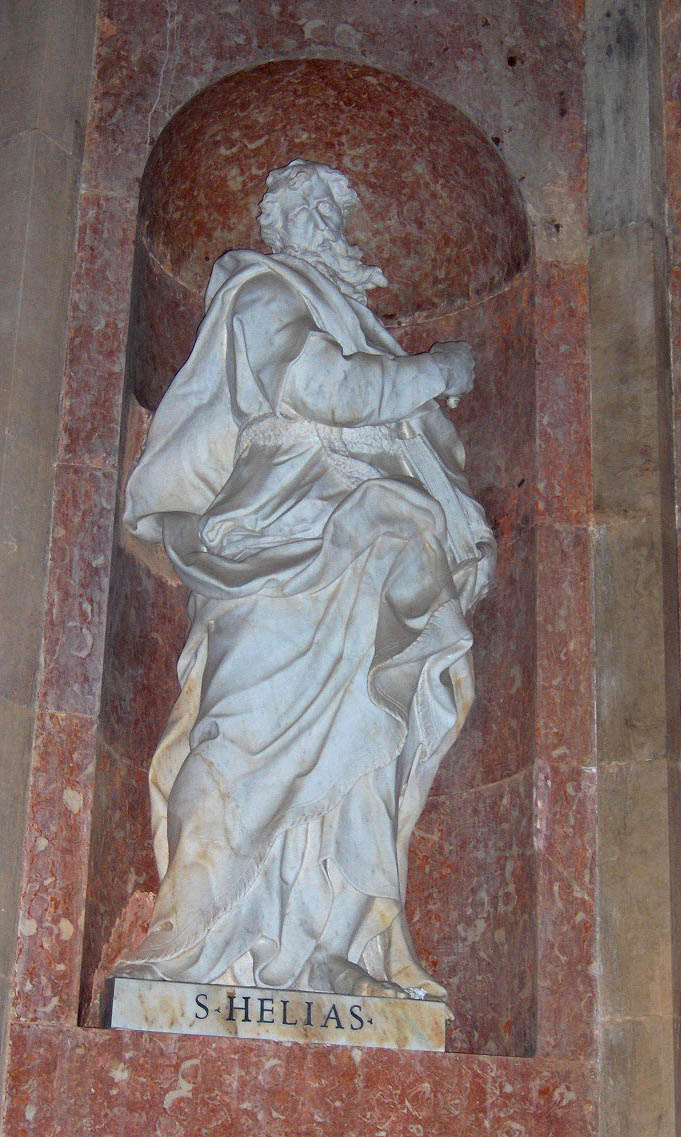
Святой Илия
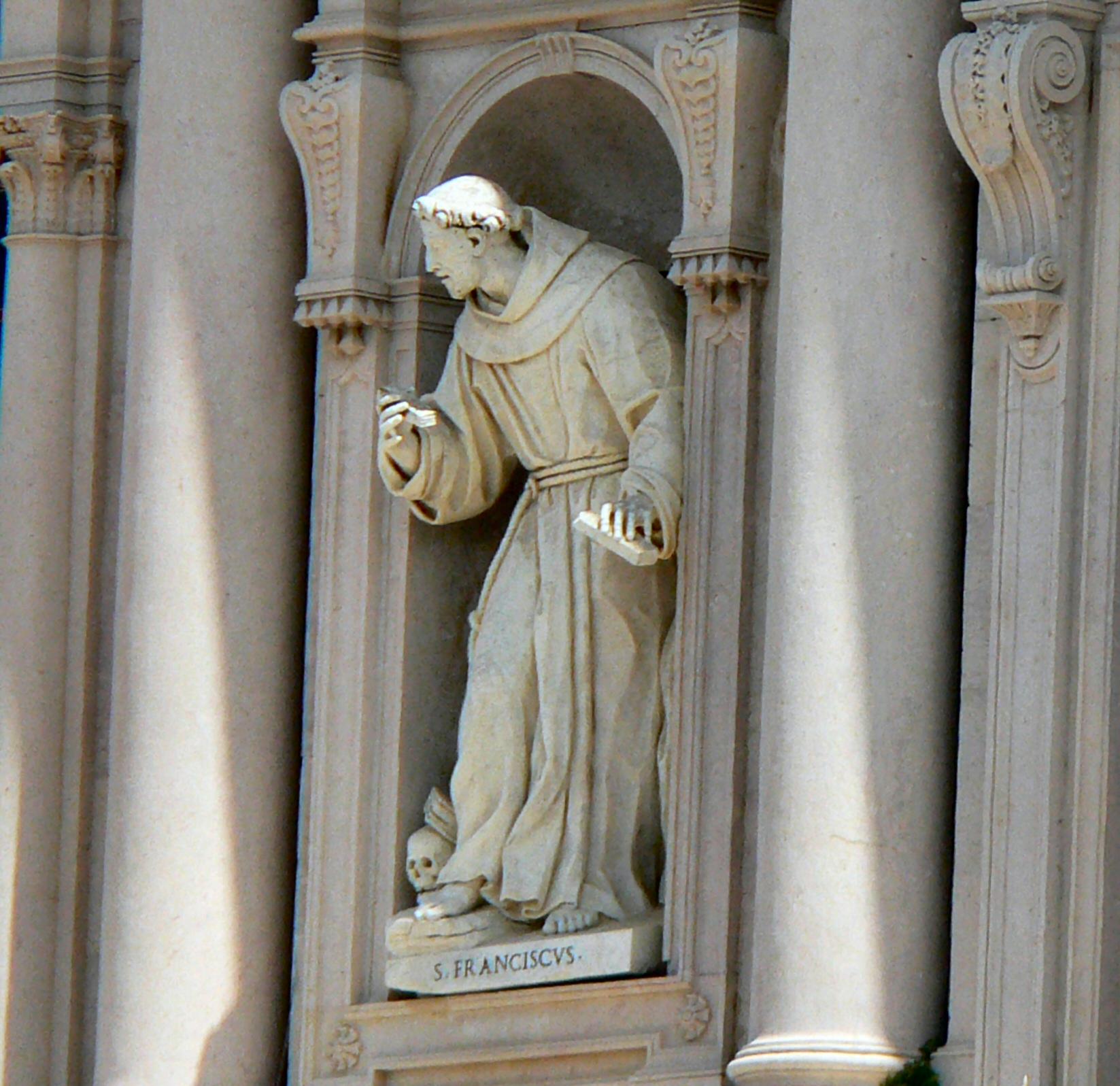
Святой Франциск Ассизский
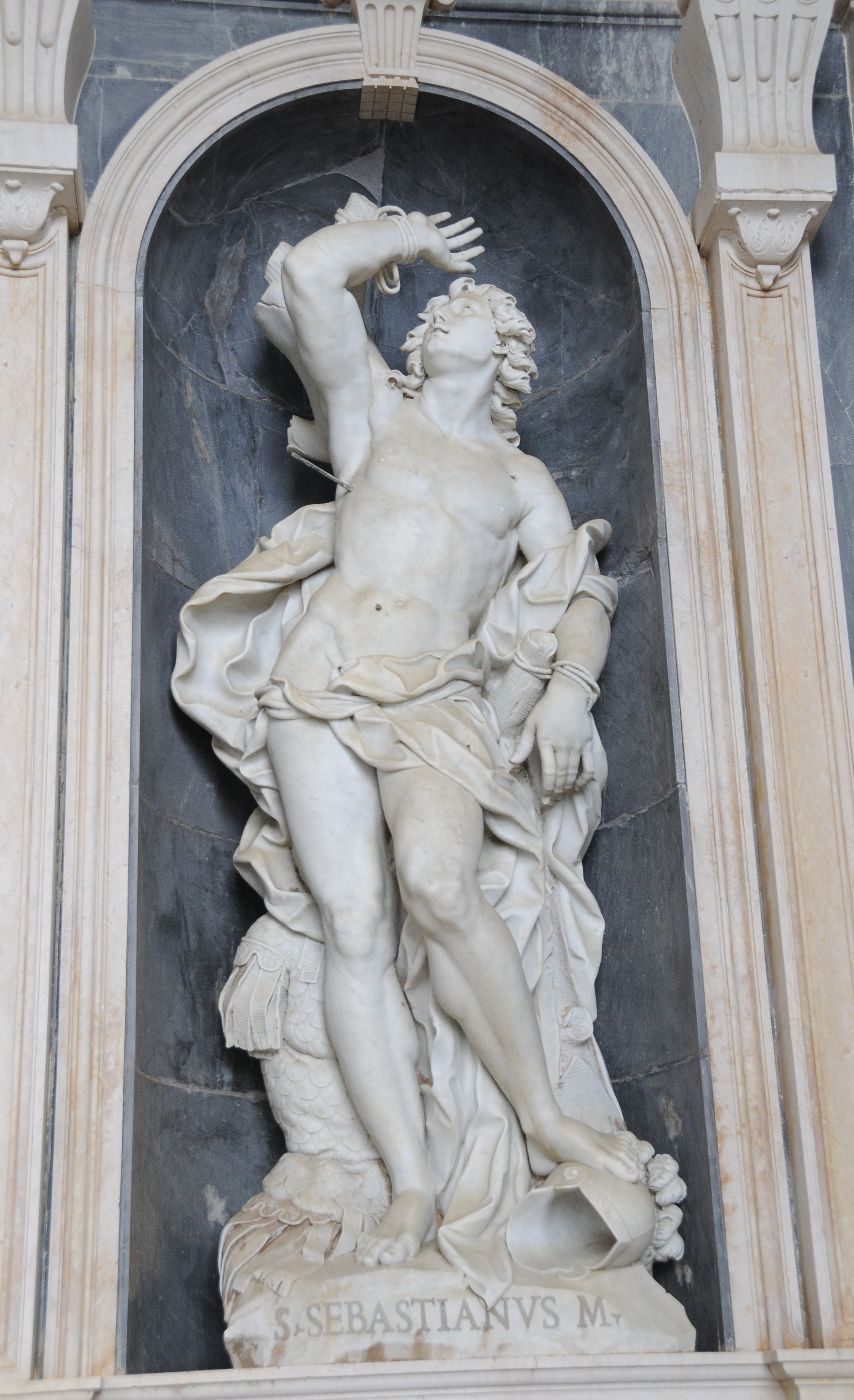
Святой Себастьян
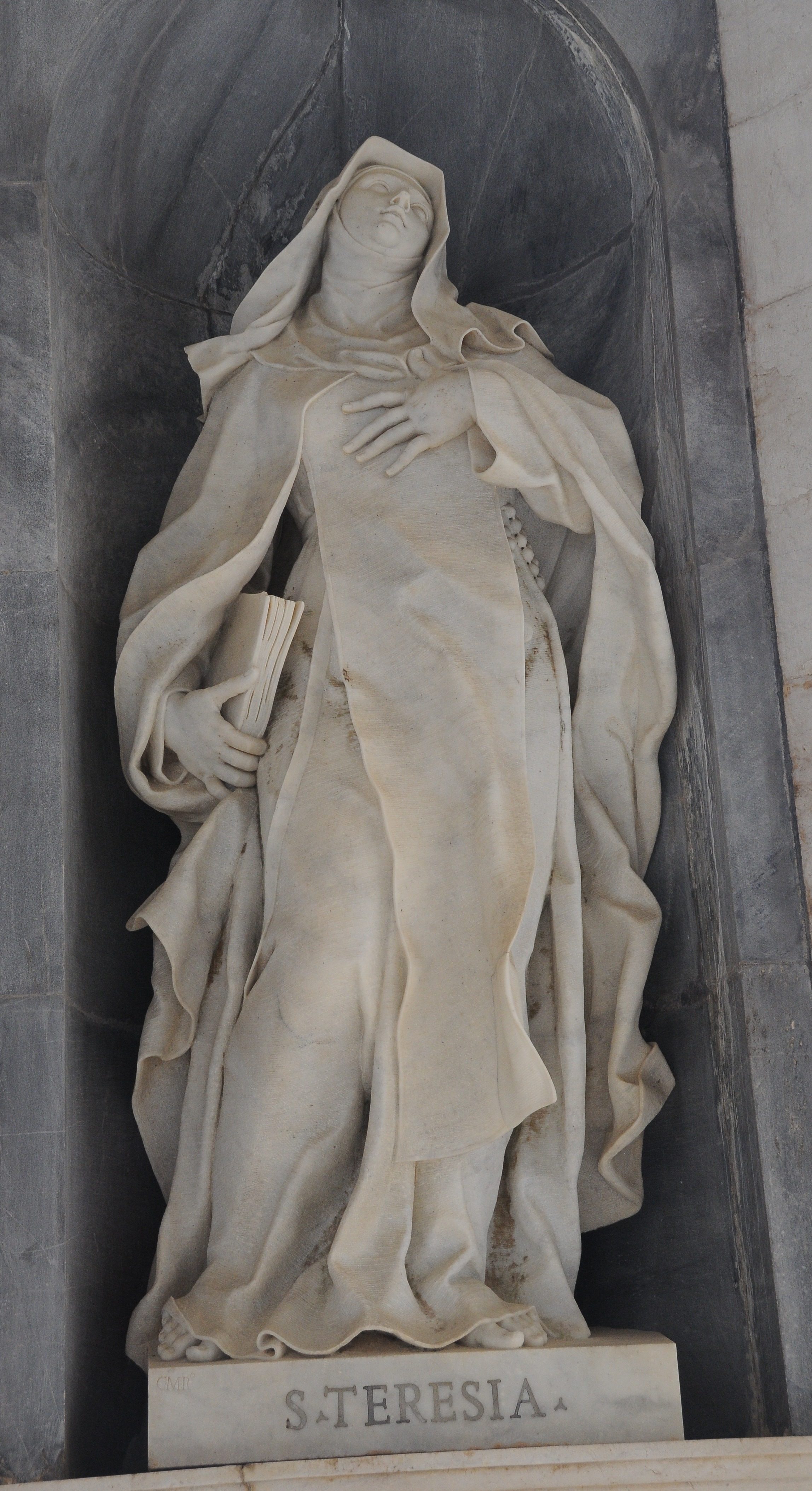
Святая Тереза Авильская